# Conocephalus meadowsae
Conocephalus meadowsae är en insektsart som beskrevs av Carl Otto Harz 1970. Conocephalus meadowsae ingår i släktet Conocephalus och familjen vårtbitare. Inga underarter finns listade i Catalogue of Life.